# Holtgast
Holtgast est une commune allemande de l'arrondissement de Wittmund, Land de Basse-Saxe.
On y trouve les ruines de l'Abbaye de Pansath.

## Géographie
La commune se situe dans la Frise orientale, le long de la mer du Nord, sur la route entre Esens et Dornum.
Elle regroupe les villages de Damsum, Fulkum et Utgast depuis 1972.

## Toponymie
Le nom de la commune vient de la réunion de "Holt" (bois) et de "Gast" (Geest).

## Source, notes et références
- (de) Cet article est partiellement ou en totalité issu de l’article de Wikipédia en allemand intitulé « Holtgast » (voir la liste des auteurs).